# Mitchell (Queensland)
Pour les articles homonymes, voir Mitchell.
Mitchell est une localité australienne située dans la zone d'administration locale de Maranoa.

## Géographie
Mitchell est située dans le sud du Queensland et est arrosée par la Maranoa, à 580 km à l'ouest de Brisbane.

## Histoire
La localité doit son nom à Thomas Mitchell, qui explora la région en 1846. Elle est le siège du comté de Booringa de 1879 à 2008, date à laquelle celui-ci est dissous et intégré dans la région de Maranoa.

## Démographie
| 2011  | 2016  | 2021 |
| ----- | ----- | ---- |
| 1 311 | 1 031 | 995  |